# Pertusaria tejocotensis
Pertusaria tejocotensis är en lavart som beskrevs av B. de Lesd. Pertusaria tejocotensis ingår i släktet Pertusaria och familjen Pertusariaceae.   Inga underarter finns listade i Catalogue of Life.